# Rithvik Bollipalli
Rithvik Choudary Bollipalli (Pune, 17 de enero de 2001) es un tenista profesional indio.

## Trayectoria
Junto a Arjun Kadhe, ganó su primer título ATP en el Almaty Open 2024, derrotando a Nicolás Barrientos y Skander Mansouri en la final. 

## Títulos ATP (2; 0+2)

### Dobles (2)
| Leyenda                         |
| Grand Slam (0)                  |
| ATP Wourld Tour Finals (0)      |
| ATP Masters 1000 World Tour (0) |
| ATP World Tour 500 series (0)   |
| ATP World Tour 250 series (2)   |

| N.º | Fecha                 | Torneo   | Superficie    | Pareja             | Oponentes en la final               | Resultado            |
| --- | --------------------- | -------- | ------------- | ------------------ | ----------------------------------- | -------------------- |
| 1.  | 20 de octubre de 2024 | Almatý   | Dura (i)      | Arjun Kadhe        | Nicolás Barrientos Skander Mansouri | 3-6, 7-6(3), [14-12] |
| 2.  | 1 de marzo de 2025    | Santiago | Tierra batida | Nicolás Barrientos | Máximo González Andrés Molteni      | 6-3, 6-2             |